# Hestieia
Hestieia de Alexandria ou somente Hestieia (em latim: Hestiaea) foi uma estudiosa que escreveu um tratado sobre a Ilíada de Homero, que discutiu a questão se a Guerra de Troia foi travada perto da cidade, então chamada Ílio, e que foi citado por Demétrio de Escépsis. Nenhum de seus trabalhos foram preservados.